# 西康玉兰
西康玉兰（学名：Magnolia wilsonii）为木兰科木兰属的植物，为中国的特有植物。分布于中国大陆的四川、云南等地，生长于海拔1,900米至3,300米的地区，多生长在山林间，属中国原产的植物（非从国外引种）。
由於本物种有类似厚朴（Magnolia officinalis）的药用价值，常遭到非法过度采集，而且本品的再生能力差，故目前处於濒危状态。

## 特征
大型灌木或小乔木，株高8－10米，叶椭圆至披针形，长6－16厘米，宽3－7厘米，具柄，长1－3厘米，下部被褐色软毛。花下垂，直径8－12厘米，由9片花瓣组成，偶为12片，外层3片较小，略带绿色，形似萼片，内层主要的6片花瓣较大，纯白色；雄蕊和心皮为深红色。本植物的花朵完全俯垂，因此适合仰视观赏。
西康木兰很少用於栽培，需要在午後阴凉光照下生长。